# Barrage de Grand'Maison
Le barrage de Grand'Maison est un barrage en remblai situé à Vaujany, sur l'Eau d'Olle, dans le département de l'Isère en France. 
Il forme le lac de Grand'Maison, réservoir supérieur de la station de transfert d'énergie par pompage de Grand'Maison, centrale de pompage-turbinage la plus importante de France. Il s'agit également de la centrale hydroélectrique la plus puissante de France tous types confondus avec une puissance installée de 1 800 MW, soit 9 % du parc hydroélectrique exploité par EDF en France.

## Géographie
Le barrage est situé sur l'Eau d'Olle, un affluent de rive droite de la Romanche, entre la chaîne de Belledonne et le massif des Grandes Rousses sur la commune de Vaujany, dans le département de l'Isère en région Auvergne-Rhône-Alpes. Il est construit à 1 700 m d'altitude.
Le musée EDF Hydrélec qui présente ce barrage et son installation est situé à proximité.

## Histoire

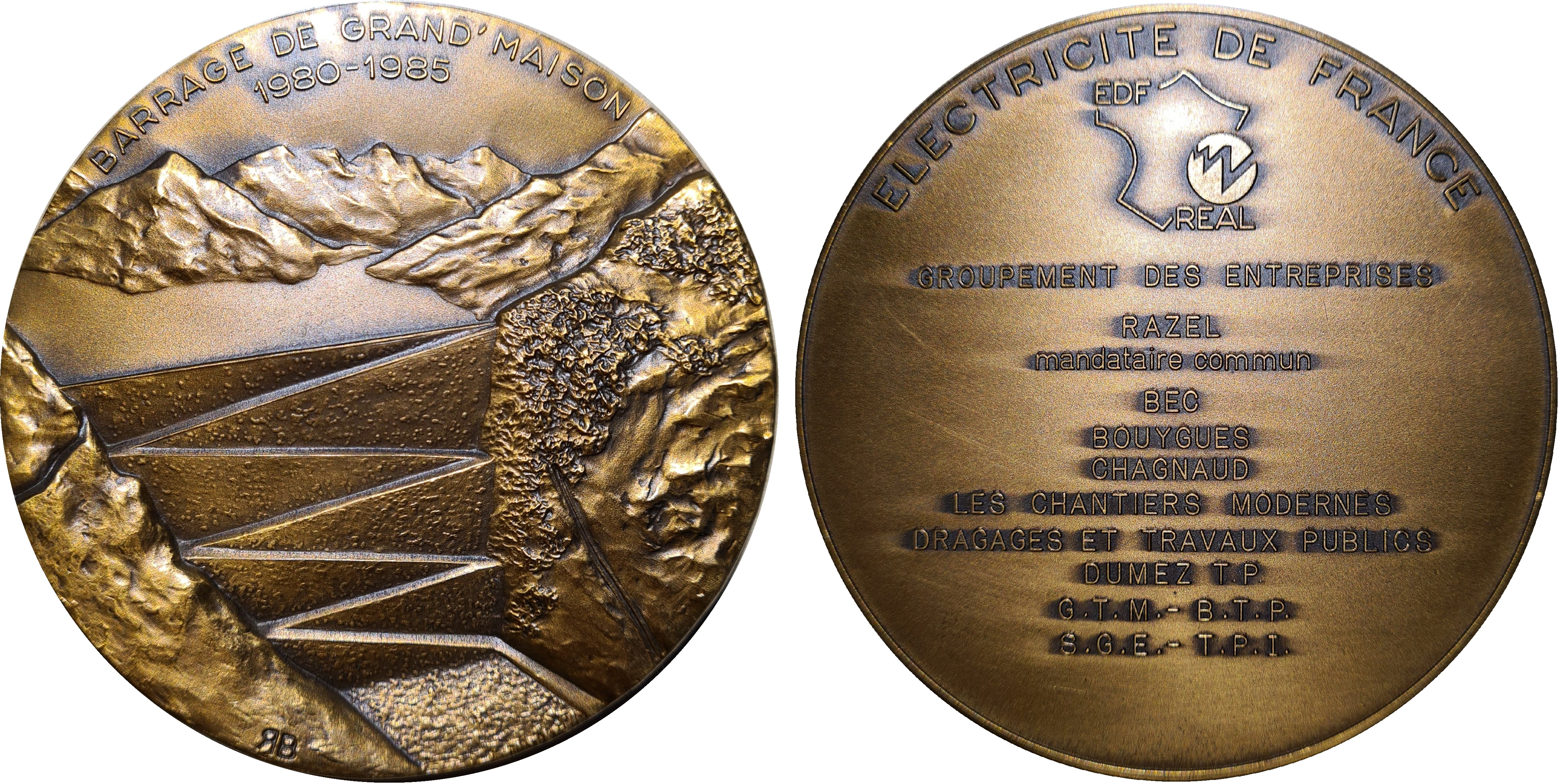
Médaille de l'inauguration du barrage de Grand'Maison gravée par Roger Bertrand Baron et éditée par Arthus-Bertrand.

Les travaux de construction, commencés en 1978, ont été achevés en 1985 et la mise en service a eu lieu fin 1987. Barrage de type poids, en terre et enrochements, construit selon la même conception que les barrages du Mont Cenis et de Serre-Ponçon, il est l’un des derniers nés des grands barrages en Europe. Il a fallu arracher et déplacer des millions de tonnes de roche et de terre, creuser dans la montagne des dizaines de kilomètres de galeries et de conduites. Atlas, un engin spécialement construit pour ce chantier, a mis en place les 70 000 tonnes d'acier des canalisations soudées et cimentées à la roche. Pour réaliser tous ces travaux, de nombreux aménagements ont été nécessaires. Comme souvent, les centrales énergétiques ont une incidence importante sur l’ensemble de la région qui les accueille. À ce titre, le barrage de Grand’Maison ne fait pas exception, car pour acheminer les matériaux, il a fallu prévoir des routes d’accès au chantier : 32 km de voies départementales ont été élargies et améliorées, 18 km de voies nouvelles ont été construites.
Les stations de transfert d’énergie par pompage (STEP), comme celles qui ouvrent en 1980 au barrage de Bissorte et en 1988 au barrage de Grand'Maison sont commandées par le circuit télécoms privé et autonome d'EDF, déployé en parallèle de celui des PTT, qui permettait, en reliant les premiers ordinateurs de la CII, d'adapter le recours aux grandes retenues d’eau, les lacs de barrages alimentés par la fonte des neiges aux heures de forte consommation, estimées sur un cycle annuel corrigé régulièrement,.
Les carrières ayant servi à la construction de l'ouvrage ont été réaménagées, certaines transformées en plans d’eau, d'autres réengazonnées, afin de rendre un aspect aussi naturel que possible au site initial.
La deuxième visite décennale a eu lieu en 2002. Elle a été réalisée par des robots qui n'ont pas pu atteindre l'intérieur des galeries. La troisième visite décennale, effectuée en 2012, a été réalisée à l'aide de robots qui ont atteint l'intérieur des galeries.

## Caractéristiques techniques du barrage

### Le barrage-poids
Mesurant 550 m de long et 140 m de haut (160 m sur fondation), il peut contenir jusqu'à 137 millions de m3 d'eau (dont environ 100 millions provenant de la fonte des neiges), pour une superficie de la retenue de 2,19 km2. Le noyau vertical étanche du barrage de Grand'Maison est constitué de terre morainique, d'une épaisseur de plus de 100 m à la base. Ce noyau est stabilisé par des enrochements en aval et en amont, et étanchéifié par des injections de béton.

### La conduite
La galerie reliant les deux réservoirs, de 7,1 km de longueur, a un diamètre extérieur de 7,7 mètres et intérieur de 7,1 mètres, courant en faible pente depuis le barrage haut jusqu'au droit du lieu-dit « Le Collet », où une cheminée d'équilibre de 200 mètres de hauteur sert d'anti-bélier. À partir de ce lieu, l'eau est amenée à l'altitude du Verney par trois conduites forcées offrant une pente de 56 %, puis horizontales sur les derniers 300 mètres. La vitesse maximale de l'eau est d'environ 7,5 m/s dans la galerie blindée et de 18 m/s dans les conduites forcées.
La galerie est régulièrement inspectée, la dernière visite remontant à août 2012, sans vidange de la retenue, grâce à des robots téléguidés.
Le débit de la conduite forcée entre les deux barrages est de 216,3 m3/s, qui se répartissent en :
- 75,9 m3/s pour l'usine extérieure (quatre groupes, 620 MW) pour une hauteur de chute de 922 mètres ;
- 140,4 m3/s pour l'usine souterraine (huit groupes, 1 070 MW) pour une hauteur de chute de 955 mètres[11].

L'eau arrive au bas de la conduite forcée à une pression de 90 bar.

### Le transfert d'énergie par pompage
Les deux retenues de Grand'Maison (en amont) et du Verney (en aval) constituent une STEP (station de transfert d'énergie par pompage). L'usine, située sur les rives du lac du Verney, peut être utilisée en fonction de la production des autres centrales et de la demande sur le réseau électrique, soit pour produire de l'électricité (en turbinant l'eau comme une usine hydroélectrique classique), soit pour stocker de l'énergie potentielle en inversant le fonctionnement des turbines, l'eau de la retenue inférieure étant alors pompée vers la retenue supérieure. Les pompes, situées uniquement dans la station souterraine, permettent de remonter 135 m3/s de la retenue inférieure vers le lac de Grand'Maison, ce qui nécessite une puissance de 1 270 MW. La capacité utile de la retenue inférieure est de 14,3 millions de m3.
L'énergie utilisée pour monter l'eau dans la retenue de Grand'Maison correspondant à la surproduction d'électricité (essentiellement d'origine nucléaire) en période de basse consommation, le barrage de Grand'Maison est aussi appelé « barrage hydro-nucléaire ». La centrale de Grand'Maison est la réalisation la plus importante de ce principe en France, déjà appliqué avant la Seconde Guerre mondiale, notamment au barrage du lac Noir dans les Vosges. Ainsi, alors que la retenue supérieure a une capacité de 140 millions de m3 seulement, environ 700 millions de m3 sont turbinés annuellement.
Le pompage de l'eau, de la retenue basse vers la haute, consomme plus d'énergie que le turbinage n'en crée : le complexe hydro-électrique de Grand-Maison présente ainsi un déficit annuel de 300 GWh (1 420 GWh produits pour 1 720 GWh consommés en moyenne annuelle, ce qui représente environ 22 % de pertes). Toutefois, elle offre la possibilité de « rentabiliser » les heures creuses des centrales hydrauliques au fil de l'eau et surtout des centrales nucléaires, en utilisant une puissance sous-utilisée et peu flexible, pour la restituer aux heures de pointe.
Au total, l’unité de production représente 8 % des capacités hydroélectriques françaises, et 9 % du parc d’EDF. C'est la centrale de pompage-turbinage la plus puissante d'Europe, et la 7e au monde. En plus de la centrale de Grand’Maison et de celle du Verney, on note la présence de l’usine Oz qui est composée d’une seule turbine de 11 MW. Au bout de deux minutes, la station peut fournir autant d’électricité que deux réacteurs nucléaires.

### Fondation du barrage
Le barrage étant de type poids les fondations ont été décapées avant de devoir amener « 12,4 millions de m3 de remblais ».

### Évacuateurs de crues
La galerie d'amenée d'eau comprend également un évacuateur de crue pouvant libérer 50 m3/s (le bassin-versant associé mesure environ 50 km2),,.

## Vidange de la retenue
La retenue n'a été vidangée entièrement qu'une seule fois, en 1992, lors de la première visite décennale.

## Centrale électrique
L'usine, située au droit de la retenue du Verney, compte 12 groupes de 150 MW environ chacun, ce qui donne une puissance totale installée du complexe à 1 820 MW environ. Associé au barrage du Verney, ils composent l'ensemble hydroélectrique du vallon de l'Eau d'Olle. Il s'agit de la centrale hydroélectrique la plus puissante de France.
Chaque alternateur transmet une puissance de 153 MW sous une tension de 15 500 volts, qui est, dès la sortie de l'usine, remontée à 405 000 volts par six transformateurs (un seul pour deux groupes).

## Risques liés au barrage
Les caractéristiques du barrage de Grand'Maison, font qu'il est automatiquement visé par l'article 6 du décret 88-622 du 6 mai 1988 relatif aux plans d'urgence (une digue de plus de vingt mètres et un réservoir de plus de quinze millions de mètres cubes). Ce décret a été abrogé et remplacé par le décret no 2005-1158 du 13 septembre 2005, mais celui-ci vise les ouvrages hydrauliques ayant exactement les mêmes caractéristiques que dans le décret précédent.
Un plan particulier d'intervention a été élaboré et signé le 2 juillet 2007 par Michel Morin, préfet de l'Isère pour compléter le plan de prévention du risque inondation. Les préfets de l'Ardèche et de la Drôme, respectivement Claude Valleix et Jean-Claude Bastion, l'ont également signé. Il comporte notamment des cartes montrant l'étendue des zones de proximité immédiate (où le danger est le plus important, du barrage à Vizille) et d'inondation spécifique (de Vizille à Romans-sur-Isère).
Les risques de rupture sont étudiés notamment par l'Institut des risques majeurs (IRMa) de Grenoble, qui a dressé une carte des risques encourus par la commune de Veurey-Voroize, située en aval de Grenoble et cumulant ainsi tous les risques liés aux barrages d'amont, notamment ceux du Drac, de la Romanche, de l'Isère et de l'Arc. Le barrage de Grand'Maison fait partie de ceux présentant un risque important, à cause de sa relative proximité avec l'agglomération grenobloise et de l'importance de sa retenue : ainsi, cet institut estime l'élévation du niveau de l'eau de l'Isère à Veurey à six mètres en cas de rupture du barrage, risque toutefois qualifié d'« extrêmement faible ».